# Thần tượng âm nhạc Việt Nam (mùa 7)
Mùa thứ 7 của Thần tượng âm nhạc Việt Nam được phát sóng vào lúc 21:10 tối thứ 6 hàng tuần từ ngày 27/5/2016 đến hết ngày 30/9/2016 với nhiều thay đổi lớn về thành phần ban giám khảo: Nam ca sĩ Bằng Kiều sẽ kế nhiệm vị trí của nam ca sĩ - nhạc sĩ Thanh Bùi, giám kháo còn lại là ca sĩ Thu Minh và đạo diễn Nguyễn Quang Dũng. Với bộ ba ban giám khảo mới này sẽ làm cho chương trình năm nay hấp dẫn và lôi cuốn khán giả. Giám đốc âm nhạc của chương trình vẫn là nhạc sĩ Huy Tuấn.
MC Phan Anh tiếp tục là người dẫn dắt chương trình ở mùa này. Trong đêm Gala và trao giải, vì lý do cá nhân riêng của mình nên MC Phan Anh đã không thể tiếp tục dẫn dắt chương trình. Người kế nhiệm vị trí của anh là MC Quốc Minh.
Đêm Gala đặc biệt của Thần tượng Âm nhạc Việt Nam mùa thứ 7 đã được lên sóng vào ngày 30/9/2016 và được tổ chức tại phim trường hãng phim Việt (BHD). Tại đêm công bố kết quả này, với tỉ lệ bình chọn là 54,25%, quán quân của Thần tượng Âm nhạc Việt Nam (Vietnam Idol) mùa thứ 7 là Janice A Buco (28 tuổi), còn được gọi là Janice Phương của Philippines sau khi vượt qua Phạm Việt Thắng nhận giải thưởng chung cuộc trị giá 600 triệu đồng và các phần quà của nhà tài trợ. Đây là thí sinh nước ngoài đầu tiên vô địch Vietnam Idol. Thí sinh Phạm Việt Thắng với tỉ lệ bình chọn 45,75% là á quân của Thần tượng Âm nhạc Việt Nam mùa thứ 7.
Đây cũng là lần cuối cùng của chương trình với sự hợp tác của công ty BHD trước khi chương trình ngừng lên sóng 7 năm.

## Giải thưởng của nhà vô địch Vietnam Idol (mùa 7)
Nhà vô địch của chương trình Vietnam Idol (mùa 7) sẽ nhận được giải thưởng hấp dẫn trị giá lên đến 600 triệu đồng cùng các phần quà đặc biệt của các nhà tài trợ Pepsi.

## Các vòng thi của Vietnam Idol (mùa 7)

### Vòng sơ tuyển
Mọi công dân từ 16 đến 30 tuổi, yêu thích âm nhạc và có khả năng ca hát đều có quyền tham dự chương trình "Thần tượng âm nhạc - Vietnam Idol 2016". Những thí sinh dưới 18 tuổi muốn dự thi thì cha mẹ hoặc người giám hộ hợp pháp phải cùng xem xét và ký tên vào Bản đăng ký và Bản cam kết.

### Vòng Audition
Sau đây là danh sách các thí sinh được lên sóng kênh VTV3 - Đài Truyền hình Việt Nam: [Những thí sinh không được lên sóng (do thời lượng phát sóng hạn chế)] thì không có tên trong danh sách này, nhưng không có nghĩa là đã bị loại, mà sẽ xuất hiện trong các vòng sau của chương trình (nếu được chọn)
Chú giải về màu sắc:

#### Hà Nội (Những thí sinh miền Bắc)
| Thứ tự | Tên thí sinh                  | Quê quán   | Bài hát dự thi                       | Kết quả |
| ------ | ----------------------------- | ---------- | ------------------------------------ | ------- |
| 1      | Đặng Tuấn Phong               | Hà Nội     | Vì mất đi ánh mặt trời               | Vé vàng |
| 2      | Đặng Văn Phóng                | Hưng Yên   | Chưa bao giờ                         | Bị loại |
| 3      | Trần Minh Tâm                 | Hà Nội     | Và cơn mưa tới                       | Bị loại |
| 4      | Phi Thanh Tuấn                | Quảng Ninh | Thu cạn                              | Bị loại |
| 5      | Nguyễn Minh Đức               | Hà Nội     | Make you feel my love                | Vé vàng |
| 6      | Phan Tuấn Anh                 | Hà Nội     | Em là bà nội của anh                 | Vé vàng |
| 7      | Trần Thị Thu Huyền            | Hà Nội     | Oh darling                           | Vé vàng |
| 8      | Trần Mạnh Cường               | Thái Bình  | Tình yêu lung linh                   | Bị loại |
| 9      | Lê Thị Hưng                   | Thanh Hóa  | Taxi                                 | Bị loại |
| 10     | Mai Thị Hoài Thu              | Quảng Ninh | Ngại ngùng                           | Vé vàng |
| 11     | Trần Hà My                    | Hà Nội     | Fly me to the moon                   | Vé vàng |
| 12     | Nguyễn Kiều Vân               | Kiên Giang | Ngày nắng                            | Bị loại |
| 13     | Hoàng Thị Hằng                | Hà Nội     | Biển vàng                            | Bị loại |
| 14     | Janice A Buco (Janice Phương) | Philipines | Set fire to the rain Cám ơn tình yêu | Vé vàng |
| 15     | Phạm Văn Hải                  | Thanh Hóa  | Mong em trở về                       | Bị loại |
| 16     | Kiều Văn Linh                 | Hà Nội     | Anh khác hay em khác                 | Bị loại |
| 17     | Đỗ Thị Thương                 | Vĩnh Phúc  | Đừng yêu                             | Bị loại |
| 18     | Đỗ Hồng Trà My                | Hà Nội     | Lay me down                          | Vé vàng |
| 19     | Nguyễn Thanh Phúc             | Hà Nội     | Ước gì                               | Bị loại |
| 20     | Nguyễn Việt Trinh             | Thanh Hóa  | Những lời buồn                       | Vé vàng |
| 21     | Nguyễn Minh Thành             | Nam Định   | Chỉ còn lại tình yêu                 | Bị loại |
| 22     | Nguyễn Hoàng Diệu             | Thái Bình  | Bóng mưa                             | Bị loại |
| 23     | Vương Duy Khánh               | Nghệ An    | Falling                              | Bị loại |
| 24     | Nguyễn Tùng Dương             | Hà Nội     | Em đã xa                             | Vé vàng |
| 25     | Vũ Bích Thủy                  | Bắc Ninh   | Người em đã yêu                      | Vé vàng |
| 26     | Diễm Ngọc                     | Hà Nội     | Jar of heart                         | Vé vàng |
| 27     | Hoàng Phương                  | Hà Nội     | Hello                                | Vé vàng |
| 28     | Đinh Quốc Tuấn                | Quảng Ngãi | Gánh hàng rau                        | Bị loại |
| 29     | Đặng Mạnh Tuấn                | Hà Nội     | Say tình                             | Bị loại |
| 30     | Trần Thu Hà                   | Bắc Kạn    | Tàu anh qua núi                      | Bị loại |
| 31     | Nguyễn Thủy Tiên              | Hưng Yên   | Rolling in the deep                  | Vé vàng |
| 32     | Nguyễn Cao Minh               | Hà Nội     | Em dạo này                           | Bị loại |
| 33     | Nguyễn Văn Việt               | Bắc Ninh   | Em của ngày hôm qua                  | Bị loại |
| 34     | Đức Hưng                      | Hà Nội     | Nếu em được lựa chọn                 | Bị loại |
| 35     | Thùy Linh                     | Thái Bình  | Hồ Xuân Hương                        | Bị loại |
| 36     | Lê Văn Tuân                   | Thanh Hóa  | Đường đến ngày vinh quang            | Bị loại |
| 37     | Phạm Việt Thắng               | Hải Dương  | Let's get it on                      | Vé vàng |

#### Thành phố Hồ Chí Minh (Những thí sinh miền Trung và Nam)
| Thứ tự | Tên thí sinh               | Quê quán              | Bài hát dự thi         | Kết quả |
| ------ | -------------------------- | --------------------- | ---------------------- | ------- |
| 1      | Huỳnh Lệ Huyền             | Vũng Tàu              | Quán cũ                | Vé vàng |
| 2      | Trương Quốc Bảo            | Thành phố Hồ Chí Minh | Đông                   | Vé vàng |
| 3      | Kim Phượng                 | Cần Thơ               | Gục ngã                | Bị loại |
| 4      | Như Hà                     | Bình Dương            | Yêu mình anh           | Bị loại |
| 5      | Gịp Lỷ Mùi                 | Bình Dương            | Bay                    | Vé vàng |
| 6      | Nguyễn Phú Trung           | Đồng Nai              | Couting star           | Bị loại |
| 7      | Trần Văn Giang             | Cà Mau                | Còn thương nhau thì về | Bị loại |
| 8      | Ngô Thị Thanh Huyền        | Thanh Hóa             | That's ok              | Vé vàng |
| 9      | Lê Văn Thông - Lê Văn Thái | Thành phố Hồ Chí Minh | Giai điệu Tổ quốc      | Bị loại |
| 10     | Vương Tiểu Huyền           | Đà Lạt                | Forever                | Bị loại |
| 11     | Nguyễn Trường Phát         | Đồng Nai              | Nắng chờ               | Bị loại |
| 12     | Bích Tuyết                 | Thành phố Hồ Chí Minh | Xin hãy thứ tha        | Bị loại |
| 13     | Nguyễn Văn Khoa            | Thành phố Hồ Chí Minh | Gương thần             | Bị loại |
| 14     | Tăng Tuấn                  | Quảng Nam             | Trái tim bên lề        | Bị loại |
| 15     | Lê Văn Tám                 | Thanh Hóa             | Đốt chút lá khô        | Bị loại |
| 16     | Hoàng Thiên Minh Trị       | Thành phố Hồ Chí Minh | What is love           | Vé vàng |
| 17     | Nguyễn Thị Ý Nhi           | Gia Lai               | Mona Lisa              | Vé vàng |
| 18     | Nông Thu Hậu               | Cao Bằng              | Bay                    | Bị loại |
| 19     | Hà Thanh Hưng              | Bình Định             | Họa mi hót trong mưa   | Bị loại |
| 20     | Hoàng Hồng Phi Long        | Thành phố Hồ Chí Minh | Love takes time        | Bị loại |
| 21     | Y Lux                      | Kon Tum               | Destiny                | Vé vàng |
| 22     | Đặng Nguyên Thành          | Phú Yên               | Chỉ là giấc mơ         | Vé vàng |
| 23     | Minh Quân                  | Thành phố Hồ Chí Minh | Bốn chữ lắm            | Bị loại |
| 24     | Bích Ly                    | Thành phố Hồ Chí Minh | Hoang dại              | Bị loại |
| 25     | Thanh Nam                  | Thành phố Hồ Chí Minh | I'm not the only one   | Bị loại |
| 26     | Phan Thị Thảo              | Bình Dương            | Nếu em được lựa chọn   | Bị loại |
| 27     | Công Văn Dương             | Hà Nội                | Lạc lối                | Bị loại |
| 28     | Trương Trung Thành         | Thành phố Hồ Chí Minh | Bay                    | Bị loại |
| 29     | Anh Thư                    | Thành phố Hồ Chí Minh | Yêu mình anh           | Bị loại |
| 30     | Hồ Linh Tâm                | Thành phố Hồ Chí Minh | Nắng có còn xuân       | Bị loại |
| 31     | Bích Phương                | Hậu Giang             | Trả lại cho em         | Bị loại |
| 32     | Trường Hải                 | Thành phố Hồ Chí Minh | I have nothing         | Bị loại |
| 33     | Đoàn Anh Tâm               | Thành phố Hồ Chí Minh | Radioactive            | Bị loại |
| 34     | Trần Thị Thanh Thảo        | Đồng Nai              | Trống vắng             | Bị loại |
| 35     | Trần Bá Duy                | Bình Định             | Chưa bao giờ           | Vé vàng |
| 36     | Nguyễn Anh Tuấn            | Úc                    | So sick                | Bị loại |
| 37     | Trần Thanh Duy             | Bến Tre               | I have nothing         | Bị loại |
| 38     | Võ Linh Hảo                | Thành phố Hồ Chí Minh | Taxi                   | Vé vàng |
| 39     | Võ Thị Lan Thảo            | Thành phố Hồ Chí Minh | Bí mật                 | Bị loại |
| 40     | Đinh Thị Tuyết Nhung       | Thành phố Hồ Chí Minh | Clown                  | Vé vàng |
| 41     | Tuấn Khoa                  | Tiền Giang            | Sau tất cả             | Bị loại |
| 42     | Phương Linh                | Thành phố Hồ Chí Minh | Sau tất cả             | Bị loại |
| 43     | Trúc Anh                   | Thành phố Hồ Chí Minh | Chạy                   | Bị loại |
| 44     | Thảo Quyên                 | Đồng Nai              | Dệt tầm gai            | Bị loại |
| 45     | Bảo Ngọc                   | Thành phố Hồ Chí Minh | Lối cũ ta về           | Bị loại |
| 46     | Phan Tú Anh                | Đà Nẵng               | Như một giấc mơ        | Bị loại |
| 47     | Nguyễn Ngọc Duy            | Thành phố Hồ Chí Minh | Radioactive            | Vé vàng |
| 48     | Lê Đình Cần                | Thành phố Hồ Chí Minh | Burn it down           | Vé vàng |
| 49     | Quang Trung                | Đà Nẵng               |                        | Vé vàng |
| 50     | Đặng Quang Tiến            | Quảng Ngãi            | Thằng Nam khóc         | Vé vàng |
| 51     | Trung Hiếu                 | Thành phố Hồ Chí Minh | Anh sẽ nhớ mãi         | Bị loại |
| 52     | Lâm Thới                   | Thành phố Hồ Chí Minh | Khúc hát sông quê      | Bị loại |
| 53     | Đức Linh                   | Thành phố Hồ Chí Minh | Oh darling             | Bị loại |
| 54     | Thanh Hưng                 | Gia Lai               | Gió mùa về             | Bị loại |
| 55     | Nguyễn Ngọc Hân            | Thành phố Hồ Chí Minh | Chuyện tình            | Vé vàng |
| 56     | Nguyễn Ngọc Thảo Nhi       | Thành phố Hồ Chí Minh | Make you feel my love  | Vé vàng |

### Vòng Theatre
Ở Vòng nhà hát, các thí sinh trong Top 33 sẽ phải trải qua 2 thử thách, đó là hát với piano và hát nhóm. Theo đó, ban giám khảo sẽ đưa ra nhận xét và quyết định 12 gương mặt xuất sắc nhất sẽ bước tiếp vào Vòng Studio. Giám khảo Bằng Kiều không có mặt để chấm thí sinh trong vòng thi này, thay vào đó là giám đốc âm nhạc Huy Tuấn sẽ cùng 2 giám khảo còn lại là Thu Minh và Nguyễn Quang Dũng đánh giá và lựa chọn thí sinh ở vòng Nhà hát.

#### Vòng thi hát với piano
Ở phần thi này, sẽ có 1 nhóm thí sinh (gồm 8 thí sinh) được gọi lên. Lần lượt mỗi thí sinh sẽ trình bày một bài hát tự chọn trên nền piano và micro. Kết thúc vòng thi sẽ có 17 thí sinh bị loại và 16 thí sinh được bước tiếp vào phần thi hát nhóm.
Chú giải về màu sắc:
| Thứ tự | Tên thí sinh         | Bài hát dự thi     | Kết quả |
| ------ | -------------------- | ------------------ | ------- |
| 1      | Ngô Thanh Huyền      | Lột xác            | Vào     |
| 2      | Đinh Quang Đạt       | Với anh            | Vào     |
| 3      | Mai Thị Hoài Thu     | Mơ                 | Vào     |
| 4      | Đỗ Hồng Trà My       | Hurt               | Vào     |
| 5      | Nguyễn Tùng Dương    | Khoảnh khắc        | Vào     |
| 6      | Nguyễn Ngọc Hân      | Listen             | Loại    |
| 7      | Trần Thị Thu Huyền   | Đông               | Loại    |
| 8      | Gịp Lý Mùi           | Blow up            | Loại    |
| 9      | Trương Quốc Bảo      | Chuyện tình        | Loại    |
| 10     | Đặng Nguyên Thành    | Mượn               | Loại    |
| 11     | Quang Trung          |                    | Loại    |
| 12     | Nguyễn Thủy Tiên     | Tìm                | Vào     |
| 13     | Huỳnh Lệ Huyền       | Let get loud       | Vào     |
| 14     | Nguyễn Ngọc Thảo Nhi | If I ain't got you | Vào     |
| 15     | Trần Bá Duy          | Cỏ và mưa          | Vào     |
| 16     | Phạm Việt Thắng      | Use somebody       | Vào     |
| 17     | Janice Phương        | Hallelujah         | Vào     |
| 18     | Hoàng Thiên Minh Trị | Baby one more time | Vào     |
| 19     | Đặng Tuấn Phong      | Dancing on my own  | Vào     |
| 20     | Y Lux                | Buồn               | Vào     |

Các phần thi còn lại của Top 33 không được lên sóng vì thời lượng có hạn.

#### Vòng thi hát nhóm
Ở phần thi này, 16 thí sinh sẽ được chia thành 4 nhóm (mỗi nhóm 4 người, 2 nhóm nam và 2 nhóm nữ). Các nhóm sẽ có 1 ngày tự chọn bài, tự dựng bài và trình diễn trước giám khảo. Sau phần thi này, chỉ có 12 thí sinh được đi tiếp vào vòng Studio.
Chú giải về màu sắc:
| Thứ tự | Bài hát (Sáng tác)                                                          | Thí sinh được chọn trong nhóm                              | Thí sinh bị loại trong nhóm      |
| ------ | --------------------------------------------------------------------------- | ---------------------------------------------------------- | -------------------------------- |
| 1      | Em không quay về (Hoàng Tôn)                                                | Nguyễn Tùng Dương, Trần Bá Duy, Đinh Quang Đạt             | Nguyễn Minh Đức                  |
| 2      | Đường cong (Nguyễn Hải Phong)                                               | Ngô Thanh Huyền, Nguyễn Thủy Tiên                          | Mai Thị Hoài Thu, Huỳnh Lệ Huyền |
| 3      | Diamond (Benjamin Levin, Mikkel S. Eriksen, Tor Erik Hermansen, Sia Furler) | Nguyễn Ngọc Thảo Nhi, Y Lux, Đỗ Hồng Trà My, Janice Phương | Không                            |
| 4      | Rời - Careless Whisper (Vũ Ngọc Bích - Geogre Michael, Andrew Ridgele)      | Hoàng Thiên Minh Trị, Phạm Việt Thắng, Đặng Tuấn Phong     | Nguyễn Ngọc Duy                  |

Sau 2 vòng thi, ban giám khảo đã lựa chọn ra top 12 vào vòng studio: Tùng Dương, Tuấn Phong, Quang Đạt, Minh Trị, Bá Duy, Việt Thắng, Thảo Nhi, Y Lux, Janice Phương, Thủy Tiên, Trà My, Thanh Huyền.

### Vòng Studio
- Vòng Studio năm nay sẽ chia làm hai bảng nam (Top 6 Nam) và nữ (Top 6 Nữ). Ban giám khảo sẽ lựa chọn Top 5 Nam và Top 5 Nữ sau mỗi tuần phát sóng. 1 thí sinh Nam và 1 thí sinh Nữ sẽ được chọn bởi Ban Giám khảo đặc biệt gồm 31 thành viên gồm quán quân Vietnam Idol các mùa trước, thí sinh các mùa Idol trước, nhà báo, hot-blogger...
- Vòng Studio với thành phần giám khảo: Bằng Kiều, Thu Minh, Nguyễn Quang Dũng.

Chú giải về màu sắc:

#### Đêm thi của Top 6 nam (08/07/2016)
- Chuyên gia huấn luyện Top 6 Nam: Quốc Thiên (Thần tượng âm nhạc Việt Nam mùa thứ 2)

| Thứ tự | Thí sinh             | Bài hát (Sáng tác)                             | Kết quả                   |
| ------ | -------------------- | ---------------------------------------------- | ------------------------- |
| 1      | Nguyễn Tùng Dương    | This love (Maroon 5)                           | Được cứu bởi BGK đặc biệt |
| 2      | Đặng Tuấn Phong      | Yêu xa (Vũ Cát Tường)                          | Bị loại                   |
| 3      | Đinh Quang Đạt       | I'm not the only one (Sam Smith, James Napier) | Vào trong                 |
| 4      | Hoàng Thiên Minh Trị | Chạy (Phạm Toàn Thắng)                         | Vào trong                 |
| 5      | Trần Bá Duy          | Mùa yêu đầu (Đinh Mạnh Ninh)                   | Vào trong                 |
| 6      | Phạm Việt Thắng      | Chỉ còn riêng anh (Đinh Mạnh Ninh)             | Vào trong                 |

#### Đêm thi của Top 6 nữ (15/07/2016)
- Chuyên gia huấn luyện Top 6 Nữ: Nhật Thủy (Thần tượng âm nhạc Việt Nam mùa thứ 5)

| Thứ tự | Thí sinh             | Bài hát (Sáng tác)                     | Kết quả                   |
| ------ | -------------------- | -------------------------------------- | ------------------------- |
| 1      | Nguyễn Ngọc Thảo Nhi | Mình yêu từ bao giờ (Nguyễn Hải Phong) | Vào trong                 |
| 2      | Y Lux                | Niềm yêu khác (Vũ Cát Tường)           | Được cứu bởi BGK đặc biệt |
| 3      | Janice Phương        | Hello (Adele, Greg Kurstin)            | Vào trong                 |
| 4      | Nguyễn Thủy Tiên     | Up to you (Khắc Hưng)                  | Bị loại                   |
| 5      | Đỗ Hồng Trà My       | Who's loving you (Smokey Robinson)     | Vào trong                 |
| 6      | Ngô Thanh Huyền      | Gạt đi nước mắt (Đỗ Hiếu)              | Vào trong                 |

#### Các thí sinh vào vòng Gala (Top 10 chung cuộc)
| Thứ tự | Tên thí sinh         | Quê quán    | Tuổi | Nghề nghiệp                                                                          |
| ------ | -------------------- | ----------- | ---- | ------------------------------------------------------------------------------------ |
| 1      | Nguyễn Tùng Dương    | Hà Nội      | 24   | Du học sinh chuyên ngành âm nhạc tại Anh mới về nước                                 |
| 2      | Nguyễn Ngọc Thảo Nhi | TP HCM      | 19   | Ca sĩ tự do, nhà vô địch Học viện ngôi sao 2015                                      |
| 3      | Đinh Quang Đạt       | Hải Phòng   | 20   | Sinh viên ĐH Văn hóa Nghệ thuật Quân đội                                             |
| 4      | Y Lux                | Kon Tum     | 20   | Nhân viên pha chế, người dân tộc Ba Na                                               |
| 5      | Hoàng Thiên Minh Trị | TP HCM      | 28   | Bác sĩ vừa tốt nghiệp, thí sinh Giọng hát Việt 2013 - team Đàm Vĩnh Hưng             |
| 6      | Janice Phương        | Philippines | 28   | Ca sĩ phòng trà, con dâu Việt Nam                                                    |
| 7      | Trần Bá Duy          | Bình Định   | 22   | Nhân viên phục vụ quán bún bò tại TP HCM                                             |
| 8      | Đỗ Hồng Trà My       | Hà Nội      | 22   | Sinh viên ĐH Kinh tế Quốc dân                                                        |
| 9      | Phạm Việt Thắng      | Hải Dương   | 22   | Trông coi quán Internet tại nhà                                                      |
| 10     | Ngô Thị Thanh Huyền  | Thanh Hóa   | 21   | Ca sĩ tự do, giải nhất Sao Mai 2013 phong cách nhạc nhẹ, Top 4 Sao Mai điểm hẹn 2014 |

### Vòng Gala
- Vòng Gala Thần tượng âm nhạc Việt Nam (mùa 7) có tổng cộng 10 gala, trải dài qua 11 live show. Mỗi Gala sẽ có một chủ đề, thể loại âm nhạc khác nhau. Riêng gala 11 là đêm trao giải nên sẽ không có phần dự thi của thí sinh.
- BGK có 1 quyền cứu duy nhất 1 thí sinh bị loại ở tất cả các Gala trước khi xác định Top 5.
- Cách cho điểm thí sinh sẽ dựa vào 3 nguồn: Cách 1 là từ tổng đài 6370. Quý vị soạn MSTS gửi 6370 với cước phí 3.000đ/tin nhắn và mỗi số điện thoại chỉ được nhắn tối đa là 3 tin nhắn. Tổng đài sẽ chỉ dành riêng cho mỗi thí sinh và mỗi thí sinh chỉ có 10 phút từ khi bắt đầu phần trình diễn đến khi kết thúc phần nhận xét của giám khảo để nhận tin nhắn của quý vị. Cách 2 là truy cập vào google.com.vn và nhập từ khoá "Thần tượng âm nhạc Việt Nam" hoặc "Vietnam Idol". Màn hình lập tức sẽ hiển thí hình của các thí sinh và quý vị có thể bỏ phiếu cho các thí sinh. Mỗi thí sinh chỉ được nhận tối đa là 3 tin nhắn từ tài khoản Google của quý vị. Phần còn lại sẽ là điểm số của ban giám khảo với ba thang điểm. A:30%, B:20%, C:10%. Kết quả sẽ được công bố vào cuối đêm thi. Thí sinh có tổng lượt bình chọn thấp nhất từ ba nguồn sẽ bị loại khỏi đêm thi và chia tay với chương trình. Năm nay, vì lý do có thí sinh nước ngoài, để thuận tiện cho khán giả nước ngoài bình chọn, mã số thí sinh sẽ không thay đổi qua từng tập cho các thí sinh mà mỗi thí sinh sẽ có một mã số riêng và sẽ giữ mã số này đến khi bị loại hoặc đến vòng chung kết cuối cùng. Ở vòng chung kết, ban giám khảo sẽ không tham gia chấm điểm cho thí sinh nên quyền quyết định ai sẽ vô địch là của khán giả.

Chú giải về màu sắc:

#### Gala 1: Tự tin tỏa sáng (22/07/2016)
- Giám khảo chính: Bằng Kiều, Thu Minh, Nguyễn Quang Dũng
- Chuyên gia huấn luyện Top 10: Thu Minh
- Bài hát chia tay: Anh và anh (Vũ Cát Tường) - Y Lux

| Thứ tự | Thí sinh             | Bài hát dự thi (Sáng tác)                                                        | Kết quả   |
| ------ | -------------------- | -------------------------------------------------------------------------------- | --------- |
| 1      | Hoàng Thiên Minh Trị | Crazy (Brian Burton, Thomas Callaway, Gianfranco Reverberi, Gianpiero Reverberi) | An toàn   |
| 2      | Y Lux                | I know (Irma, Bryan Marciano, Atonie Madebago. Lời Việt: Dũng Hà)                | Bị loại   |
| 3      | Nguyễn Tùng Dương    | Tôi, cầu vồng và những ánh trăng (Tạ Quang Thắng)                                | Nguy hiểm |
| 4      | Đỗ Hồng Trà My       | Vì em quá yêu anh - Mercy (Mỹ Tâm - Aime'e Ann Duffy, Steve Booker)              | An toàn   |
| 5      | Ngô Thanh Huyền      | Quay lưng (Yến Lê)                                                               | An toàn   |
| 6      | Nguyễn Ngọc Thảo Nhi | Anh cứ đi đi (Vương Anh Tú)                                                      | Nguy hiểm |
| 7      | Phạm Việt Thắng      | It's a man's world (James Brown)                                                 | Cao nhì   |
| 8      | Trần Bá Duy          | Sau cơn mưa (Trương Kiều Diễm)                                                   | An toàn   |
| 9      | Janice Phương        | Proud mary (John Forgety)                                                        | Cao nhất  |
| 10     | Đinh Quang Đạt       | La la la (Sam Smith, James Napier, Jame Murray, Mustafa Omer, Jonny Coffer)      | An toàn   |

#### Gala 2: Top hits (29/07/2016)
- Giám khảo chính: Bằng Kiều, Thu Minh, Nguyễn Quang Dũng
- Chuyên gia huấn luyện Top 9: Bằng Kiều
- Bài hát chia tay: It will rain (Bruno Mars, Philip Lawrence, Ari Levine) -  Đỗ Hồng Trà My

| Thứ tự | Thí sinh             | Bài hát dự thi (Sáng tác)                                           | Kết quả   |
| ------ | -------------------- | ------------------------------------------------------------------- | --------- |
| 1      | Trần Bá Duy          | Những ngày đẹp trời (Nhạc ngoại. Lời Việt: Hồ Văn Quân)             | Cao nhất  |
| 2      | Nguyễn Ngọc Thảo Nhi | Rời (Vũ Ngọc Bích)                                                  | Nguy hiểm |
| 3      | Đinh Quang Đạt       | Giọt buồn để lại (Nhạc: Dương Khắc Linh. Lời: Dũng Hà)              | Cao nhì   |
| 4      | Nguyễn Tùng Dương    | All of me (John Legend, Topy Gad)                                   | An toàn   |
| 5      | Hoàng Thiên Minh Trị | Ừ thì (Lê Đức Hùng)                                                 | An toàn   |
| 6      | Đỗ Hồng Trà My       | Yêu và yêu (Nhạc: Dương Khắc Linh. Lời: Hoàng Huy Long, Trấn Thành) | Bị loại   |
| 7      | Ngô Thanh Huyền      | Em không quay về (Hoàng Tôn)                                        | Nguy hiểm |
| 8      | Phạm Việt Thắng      | Sau tất cả (Khắc Hưng)                                              | An toàn   |
| 9      | Janice Phương        | Đừng yêu (Trang Pháp)                                               | An toàn   |

#### Gala 3: EDM (05/08/2016)
- Giám khảo chính: Thu Minh, Nguyễn Quang Dũng
- Giám khảo khách mời: Tóc Tiên
- Chuyên gia huấn luyện Top 8: Tóc Tiên, Lâm Vinh Hải
- Bài hát chia tay: Người em đã yêu (Thành Vương) - Ngô Thanh Huyền

| Thứ tự | Thí sinh             | Bài hát dự thi (Sáng tác)                            | Kết quả   |
| ------ | -------------------- | ---------------------------------------------------- | --------- |
| 1      | Hoàng Thiên Minh Trị | Vết loang (Mạnh Quân)                                | An toàn   |
| 2      | Ngô Thanh Huyền      | Ngày xa anh (Nhạc: Tchaikovsky. Lời Việt: Dương Thụ) | Bị loại   |
| 3      | Đinh Quang Đạt       | Riêng mình ta (Rhymastic)                            | An toàn   |
| 4      | Janice Phương        | Chuyện tình (Nhạc: Dương Thụ. Lời: Anh Quân)         | Cao nhất  |
| 5      | Phạm Việt Thắng      | Beautiful girl (Young Uno)                           | Nguy hiểm |
| 6      | Nguyễn Tùng Dương    | Yêu (Khắc Hưng)                                      | An toàn   |
| 7      | Trần Bá Duy          | Don't you go (Vũ Cát Tường)                          | Nguy hiểm |
| 8      | Nguyễn Ngọc Thảo Nhi | Boom boom (Đỗ Hiếu)                                  | Cao nhì   |

#### Gala 4: Sống trẻ từng giây (12/08/2016)
- Giám khảo chính: Thu Minh, Nguyễn Quang Dũng
- Giám khảo khách mời: Huy Tuấn
- Chuyên gia huấn luyện Top 7: Huy Tuấn
- Bài hát chia tay: Wait (Oringchains) - Hoàng Thiên Minh Trị

| Thứ tự | Thí sinh             | Bài hát dự thi (Sáng tác)                                                      | Kết quả   |
| ------ | -------------------- | ------------------------------------------------------------------------------ | --------- |
| 1      | Trần Bá Duy          | Hà Nội trà đá vỉa hè (Đinh Mạnh Ninh)                                          | Cao nhì   |
| 2      | Hoàng Thiên Minh Trị | We will rock you - I love rock n' roll (Brian May - Alan Merrill, Jake Hooker) | Bị loại   |
| 3      | Đinh Quang Đạt       | Trái đất tròn không gì là không thể (Phạm Toàn Thắng)                          | Nguy hiểm |
| 4      | Nguyễn Ngọc Thảo Nhi | I don't need a man (Khắc Hưng)                                                 | An toàn   |
| 5      | Nguyễn Tùng Dương    | Con đường tôi (Khắc Hưng)                                                      | Nguy hiểm |
| 6      | Phạm Việt Thắng      | Cho nhau (Yanbi)                                                               | An toàn   |
| 7      | Janice Phương        | Titanium (Sia Furler, David Guetta, Giorgio Tuinfort, Nick Van De Wall)        | Cao nhất  |

#### Gala 5: Những ca khúc của nhạc sĩ Thanh Tùng (19/08/2016)
- Giám khảo chính: Bằng Kiều, Thu Minh, Nguyễn Quang Dũng
- Chuyên gia huấn luyện Top 6: Thu Minh
- Bài hát chia tay: Fallin' (Alicia Keys) - Nguyễn Ngọc Thảo Nhi

| Thứ tự | Thí sinh             | Bài hát dự thi (Sáng tác)           | Kết quả   |
| ------ | -------------------- | ----------------------------------- | --------- |
| 1      | Nguyễn Ngọc Thảo Nhi | Giọt sương trên mí mắt (Thanh Tùng) | Bị loại   |
| 2      | Nguyễn Tùng Dương    | Giọt nắng bên thềm (Thanh Tùng)     | Nguy hiểm |
| 3      | Trần Bá Duy          | Em và tôi (Thanh Tùng)              | An toàn   |
| 4      | Janice Phương        | Một mình (Thanh Tùng)               | An toàn   |
| 5      | Đinh Quang Đạt       | Hát với chú ve con (Thanh Tùng)     | Cao nhì   |
| 6      | Phạm Việt Thắng      | Trái tim không ngủ yên (Thanh Tùng) | Cao nhất  |

#### Gala 6: Việt Nam trong tôi (26/08/2016)
- Giám khảo chính: Bằng Kiều, Thu Minh, Nguyễn Quang Dũng
- Chuyên gia huấn luyện Top 6: Bằng Kiều

| Thứ tự | Thí sinh             | Bài hát dự thi (Sáng tác)               | Kết quả  |
| ------ | -------------------- | --------------------------------------- | -------- |
| 1      | Phạm Việt Thắng      | Nơi ấy (Hà Okio)                        | Cao nhất |
| 2      | Trần Bá Duy          | Sống như những đóa hoa (Tạ Quang Thắng) | Bị loại  |
| 3      | Nguyễn Ngọc Thảo Nhi | Mẹ yêu con (Nguyễn Văn Tý)              | Cao nhì  |
| 4      | Đinh Quang Đạt       | Radio (Hồ Hoài Anh)                     | An toàn  |
| 5      | Nguyễn Tùng Dương    | Về với đông (Vũ Minh Tâm)               | An toàn  |
| 6      | Janice Phương        | Hạ trắng (Trịnh Công Sơn)               | An toàn  |

#### Gala 7: Hát cho hành tinh xanh (02/09/2016)
- Giám khảo chính: Thu Minh, Nguyễn Quang Dũng
- Giám khảo khách mời: Huy Tuấn
- Chuyên gia huấn luyện Top 5: Mỹ Linh

| Thứ tự | Thí sinh             | Bài hát dự thi (Sáng tác)                               | Kết quả   |
| ------ | -------------------- | ------------------------------------------------------- | --------- |
| 1      | Nguyễn Tùng Dương    | What a wonderful world (George David Weiss, Bob Thiele) | Bị loại   |
| 2      | Đinh Quang Đạt       | Tái sinh (Hạc San)                                      | An toàn   |
| 3      | Janice Phương        | Earth song (Michael Jackson)                            | Nguy hiểm |
| 4      | Phạm Việt Thắng      | Khoảng trời của bé (Nguyễn Duy Hùng)                    | Cao nhất  |
| 5      | Nguyễn Ngọc Thảo Nhi | Tìm một hành tinh khác (Thanh Tâm)                      | Cao nhì   |

#### Gala 8: Đêm hát đôi (09/09/2016)
- Giám khảo chính: Bằng Kiều, Thu Minh, Nguyễn Quang Dũng
- Chuyên gia huấn luyện Top 4: Trọng Hiếu, Ái Phương, Nhật Thủy, Phạm Dũng Hà

| Thứ tự | Thí sinh             | Bài hát dự thi 1 (Sáng tác) (Khách mời song ca cùng)                                 | Bài hát dự thi 2 (Sáng tác) (Thí sinh song ca cùng)                                     | Kết quả   |
| ------ | -------------------- | ------------------------------------------------------------------------------------ | --------------------------------------------------------------------------------------- | --------- |
| 1      | Đinh Quang Đạt       | Tìm (Phạm Toàn Thắng) (Nhật Thủy)                                                    | Like I'm gonna lose you (Meghan Trainor, Justin Weaver, Caitlyn Smith) (Janice Phương)  | Cao nhất  |
| 2      | Phạm Việt Thắng      | Dòng thời gian (Nhạc: Hàn Quốc. Lời Việt: Tuấn Khanh) (Phan Lê Ái Phương)            | Chơi vơi (Xuân Lân) (Nguyễn Ngọc Thảo Nhi)                                              | Cao nhì   |
| 3      | Janice Phương        | Could I have this kiss forever (Diane Warren) (Trọng Hiếu)                           | Like I'm gonna lose you (Meghan Trainor, Justin Weaver, Caitlyn Smith) (Đinh Quang Đạt) | Nguy hiểm |
| 4      | Nguyễn Ngọc Thảo Nhi | Need you now (Dave Haywood, Josh Kear, Charles Kelley, Hillary Scott) (Phạm Dũng Hà) | Chơi vơi (Xuân Lân) (Phạm Việt Thắng)                                                   | Bị loại   |

#### Gala 9: Đĩa đơn đầu tiên (16/09/2016)
- Giám khảo chính: Bằng Kiều, Thu Minh
- Giám khảo khách mời: Huy Tuấn
- Chuyên gia huấn luyện Top 3: Dương Khắc Linh, Hoàng Huy Long, Châu Đăng Khoa, Hoàng Tôn

| Thứ tự | Thí sinh        | Bài hát sáng tác mới (Sáng tác)                                  | Bài hát do thí sinh lựa chọn (Sáng tác)                                | Kết quả  |
| ------ | --------------- | ---------------------------------------------------------------- | ---------------------------------------------------------------------- | -------- |
| 1      | Đinh Quang Đạt  | Bất khả chiến bại (Châu Đăng Khoa)                               | Có bao giờ (Lê Hà Nguyên)                                              | Bị loại  |
| 2      | Phạm Việt Thắng | Tôi đang hát (Hoàng Tôn)                                         | Một nhà (Da Lab)                                                       | Cao nhất |
| 3      | Janice Phương   | Love you in silence (Nhạc: Dương Khắc Linh. Lời: Hoàng Huy Long) | Bang bang (Max Martin, Savan Kotecha, Rickard, Goransson, Onika Maraj) | Cao nhì  |

#### Gala 10: Chung kết (23/09/2016)
- Giám khảo chính: Bằng Kiều, Thu Minh, Nguyễn Quang Dũng
- Chuyên gia huấn luyện Top 2: Bằng Kiều, Thu Minh

| Thứ tự | Thí sinh        | Bài hát thành công ở những gala trước (Sáng tác) | Bài hát do BGK lựa chọn (Sáng tác) | Bài hát song ca (Sáng tác)                                             | Kết quả  |
| ------ | --------------- | ------------------------------------------------ | --- | ---------------------------------------------------------------------- | -------- |
| 1      | Janice Phương   | Đừng yêu (Trang Pháp)                            | Burnin' up (Jessica Cornish, Andreas Schuller, Eric Frederic, Rickard Goransson, Jacob Kasher, Chloe Angelides, Gamal Lewis, Tauheed Epps) | Marvin Gaye (Charlie Purth, Juliet Frost, Jacob Luttrell, Nick Seeley) | Cao nhì  |
| 2      | Phạm Việt Thắng | Trái tim không ngủ yên (Thanh Tùng)              | Em là bà nội của anh (Tăng Nhật Tuệ) | Marvin Gaye (Charlie Purth, Juliet Frost, Jacob Luttrell, Nick Seeley) | Cao nhất |

#### Gala 11: Đêm trình diễn và công bố kết quả (30/09/2016)
- Giám khảo chính: Bằng Kiều, Thu Minh, Nguyễn Quang Dũng
- Tiết mục biểu diễn của thí sinh và khách mời:

| Thứ tự | Thí sinh, khách mời                  | Bài hát (Sáng tác)                                                                                     |
| ------ | ------------------------------------ | --- |
| 1      | Y Lux, Minh Trị, Thảo Nhi, Quang Đạt | Bất khả chiến bại - Can't stop the feeling (Châu Đăng Khoa - Justin Timberlake, Max Martin, Shellback) |
| 2      | Phạm Việt Thắng                      | Đếm ngày xa em (Cao Trung Nguyên)                                                                      |
| 3      | Janice Phương                        | Hello Vietnam (Nhạc Pháp - Lời Việt: Phạm Quỳnh Anh)                                                   |
| 4      | Hoàng Quyên                          | Như là cơn mưa tới (Võ Thiện Thanh)                                                                    |
| 5      | Văn Mai Hương                        | Beautiful (Khắc Hưng)                                                                                  |
| 6      | Bằng Kiều                            | Có lẽ (Lê Thành Trung)                                                                                 |
| 7      | Bằng Kiều, Janice Phương             | Yêu thương mong manh (Đức Trí)                                                                         |
| 8      | Trọng Hiếu                           | Say ah (Mew Amazing)                                                                                   |
| 9      | Thu Minh, Trang Pháp                 | Say goodbye (Trang Pháp)                                                                               |
| 10     | Thu Minh, Việt Thắng                 | Just love (Châu Đăng Khoa)                                                                             |
| 11     | Thu Minh, Janice Phương              | Queen of the night (L.A. Reid, Babyface, Daryl Simmons, Whitney Houston)                               |

- Công bố kết quả:

| Thứ tự | Thí sinh        | Tỉ lệ (%) | Kết quả     |
| ------ | --------------- | --------- | ----------- |
| 1      | Janice Phương   | 54,25%    | Nhà vô địch |
| 2      | Phạm Việt Thắng | 45,75%    | Á quân      |

- Bài hát chiến thắng:

| Thí sinh trình bày | Bài hát             | Sáng tác                                   |
| ------------------ | ------------------- | ------------------------------------------ |
| Janice Phương      | Love you in silence | Nhạc: Dương Khắc Linh. Lời: Hoàng Huy Long |

## Thứ tự bị loại
| Thí sinh             | Gala 1    | Gala 2    | Gala 3    | Gala 4    | Gala 5    | Gala 6   | Gala 7    | Gala 8    | Gala 9   | Gala 10  | Gala 11            |
| -------------------- | --------- | --------- | --------- | --------- | --------- | -------- | --------- | --------- | -------- | -------- | ------------------ |
| Janice Phương        | Cao nhất  | An toàn   | Cao nhất  | Cao nhất  | An toàn   | An toàn  | Nguy hiểm | Nguy hiểm | Cao nhì  | Cao nhì  | Quán quân (54,25%) |
| Phạm Việt Thắng      | Cao nhì   | An toàn   | Nguy hiểm | An toàn   | Cao nhất  | Cao nhất | Cao nhất  | Cao nhì   | Cao nhất | Cao nhất | Á Quân (45,75%)    |
| Đinh Quang Đạt       | An toàn   | Cao nhì   | An toàn   | Nguy hiểm | Cao nhì   | An toàn  | An toàn   | Cao nhất  | Loại     |          |                    |
| Nguyễn Ngọc Thảo Nhi | Nguy hiểm | Nguy hiểm | Cao nhì   | An toàn   | Được cứu  | Cao nhì  | Cao nhì   | Loại      |          |          |                    |
| Nguyễn Tùng Dương    | Nguy hiểm | An toàn   | An toàn   | Nguy hiểm | Nguy hiểm | An toàn  | Loại      |           |          |          |                    |
| Trần Bá Duy          | An toàn   | Cao nhất  | Nguy hiểm | Cao nhì   | An toàn   | Loại     |           |           |          |          |                    |
| Hoàng Thiên Minh Trị | An toàn   | An toàn   | An toàn   | Loại      |           |          |           |           |          |          |                    |
| Ngô Thanh Huyền      | An toàn   | Nguy hiểm | Loại      |           |           |          |           |           |          |          |                    |
| Đỗ Hồng Trà My       | An toàn   | Loại      |           |           |           |          |           |           |          |          |                    |
| Y Lux                | Loại      |           |           |           |           |          |           |           |          |          |                    |